# 蘭卡斯特主教座堂

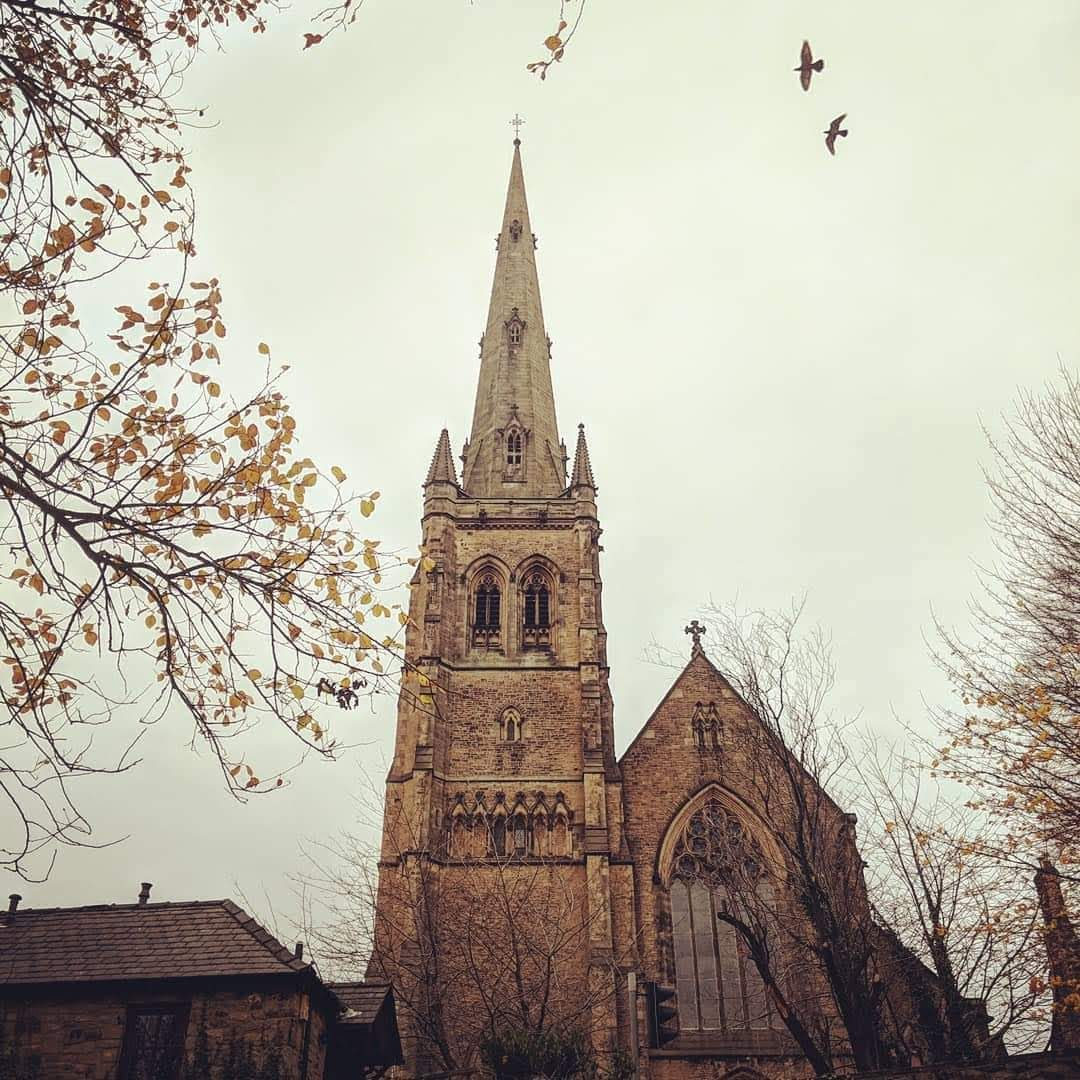
蘭卡斯特主教座堂

蘭卡斯特主教座堂（Lancaster Cathedral）是英國的一座教堂，也稱聖伯多祿主教座堂（The Cathedral Church of St Peter或Saint Peter's Cathedral），位於英格蘭蘭卡斯特聖彼得路。在1924年之前，蘭卡斯特主教座堂曾是天主教的教區教堂。教堂始建於1798年。